# Distretto di Higashimorokata
Il distretto di Higashimorokata (東諸県郡, Higashimorokata-gun?) è uno dei distretti della prefettura di Miyazaki, in Giappone.
Attualmente fanno parte del distretto i comuni di Aya e Kunitomi.